# Segenet Kelemu
Segenet Kelemu (Finote Selam, 20 de maio de 1957) é uma bióloga etíope, conhecida por sua pesquisa sobre patologia molecular de plantas. Ao longo de 30 anos, Kelemu e sua equipe têm contribuído para melhorar as condições agrícolas na África, Ásia, América Latina e América do Norte.
Desde 2013, Kelemu é diretora-geral do Centro Internacional de Fisiologia e Ecologia de Insetos, o único instituto africano dedicado à pesquisa sobre insetos e outros artrópodes. Anteriormente, foi diretora de Biociências da África oriental e central (BecA); vice-presidenta de Programas da Aliança para uma Revolução Verde na África (AGRA) e a líder de Plantação e Agro-ecossistema de Gestão de Saúde do Centro Internacional de Agricultura Tropical (CIAT).
Kelemu recebeu vários prêmios internacionais, incluindo: o Prêmio L'Oréal-UNESCO para Mulheres na Ciência, em 2014; o cargo de fellow da TWAS − Academia Mundial de Ciências; o título de doutora honoris causa pela Universidade de Tel Aviv, em maio de 2016; o reconhecimento como uma das 100 mulheres mais influentes da África pela Forbes, em maio de 2014.

## Biografia
Segenet nasceu na cidade de Finote Selam na Etiópia, em 1957. Na escola, Kelemu teve professores que reconheceram e alimentaram seu potencial.
Como muitas outras crianças de sua aldeia, Kelemu tinha de contribuir com as tarefas rotineiras na agricultura. Isso é indicado como um fator que a motivou a dedicar-se à ciência e à agricultura.

## Educação
Em 1974, Kelemu se tornou a primeira mulher de sua região a integrar Universidade de Adis Abeba, onde ela foi uma das cinco meninas em uma classe de 200 – graduando, no topo da sua classe, com um grau de bacharel em 1979. Ela então começou a estudar na Universidade Estadual de Montana, EUA, onde obteve um mestrado em fitopatologia e genética em 1985, antes de ingressar na Kansas State University, para tornar-se doutora em biologia molecular e patologia de plantas, em 1989. Sua tese de doutoramento intitulou-se "Molecular cloning and characterization of an avirulence gene from Xanthomonas campestris pv. oryzae". Kelemu realizou pesquisa de pós-doutoramento sobre os determinantes moleculares da patogênese na Universidade de Cornell, de 1989 a 1992.

## Carreira
Entre 1992 e 2007, Kelemu trabalhou no Centro Internacional de Agricultura Tropical (CIAT), na Colômbia, primeiro como um cientista e, mais tarde, como líder de Plantação e Agro-ecossistema de Gestão de Saúde. A pesquisa centrou-se na elucidação dos determinantes moleculares de interações hospedeiro-patógenas, o desenvolvimento de novas estratégias para o controle de doenças de plantas, incluindo engenharia genética, biopesticidas e genética de populações patogênicas. Em agosto de 2007, Kelemu decidiu voltar para a África, determinada a contribuir com a sua experiência na aplicação de ciência de ponta para as questões de desenvolvimento para a resolução de problemas no continente. Ela aceitou uma posição como diretora de Biociências da África oriental e central (BecA). Sob sua liderança, a BecA foi transformada de uma ideia controversa a um polo científico importante na África. Em novembro de 2013, Kelemu tornou-se a diretor-geral do Centro Internacional de Fisiologia e Ecologia de Insetos.
Em janeiro de 2018, Kelemu foi apontada por Bill Gates como um dos cinco "heróis [cuja] vida me inspira".

## Prêmios e reconhecimentos
| Ano  | Prêmio e reconhecimento                                          | Detalhes |
| ---- | ---------------------------------------------------------------- | --- |
| 2017 | A Mente do Universo                                              | Campanha midiática global de compartilhamento de conhecimento.                                                                                      |
| 2016 | Doutoramento honoris causa pela Universidade de Tel Aviv, Israel | Kelemu foi homenageada por seu pioneirismo na ciência da África e pelo compromisso na transformação da agricultura na África, entre outros motivos. |
| 2016 | Fellow, TWAS, Academia Mundial de Ciências                       | Reunião dos mais prestigiados cientistas do mundo.                                                                                                  |
| 2014 | Prêmio L'Oréal-UNESCO para mulheres na ciência                   | O prêmio reconhece as realizações e contribuições de mulheres em todo o mundo, oferecendo bolsas de pesquisa.                                       |
| 2014 | Top 100 das mulheres mais influentes mulheres na África - Forbes | Forbes é uma empresa de mídia global, que realiza rankings de influência.                                                                           |
| 2014 | 10 mulheres africana mais influentes na agricultura              | Concedido pelo Journal AgriGender |
| 2014 | Membro da Academia Africana de Ciências                          | Participação concedida a cientistas que se destacaram em suas respectivas áreas de especialização.                                                  |

## Vida pessoal
Kelemu é casada com o Arjan Gijsman e tem uma filha chamada Finote Gijsman. Eles residem em Nairobi. Ela gosta de ler biografias.